# Osmofilo
Gli organismi osmofili sono organismi adattati alla vita in ambienti ad alta pressione osmotica, come ad esempio quelli ad alte concentrazioni di zuccheri semplici. Sono simili agli organismi alofili, in quanto un fattore critico di entrambi gli ambienti è la bassa attività dell'acqua (aW). Quelli semplicemente in grado di sopravvivere, anziché di crescere, sono detti osmodurici.
L'alta concentrazione di zuccheri è un fattore limitante la crescita di molti microorganismi (tanto da essere utilizzata come mezzo di conservazione già dall'antichità). Gli osmofili sintetizzano perciò una varietà di composti per proteggersi dall'alta pressione osmotica, come alcoli e aminoacidi.
Questi tipi di microrganismi si sviluppano soprattutto nella marmellata e nel miele, perché la concentrazione di zuccheri, solitamente, va dal 40% al 60%
La grande maggioranza dei microorganismi osmofili sono lieviti.
Alcuni tra i microorganismi osmofili sono:
| Microorganismo           | aW minimo |
| ------------------------ | --------- |
| Zygosaccharomyces rouxii | 0.62      |
| Zygosaccharomyces bailii | 0.80      |
| Debaryomyces             | 0.83      |
| Saccharomyces cerevisiae | 0.90      |